# 中舞鶴町
中舞鶴町（なかまいづるちょう）は、京都府加佐郡にあった町。現在の舞鶴市の東部、西舞鶴市街の北東、東舞鶴市街の西方一帯にあたる。本項では発足時の名称である余部町（あまるべちょう）についても述べる。

## 地理
- 海洋：舞鶴湾
- 山岳：五老岳
- 島嶼：乙島

## 歴史
- 1902年（明治35年）6月1日 - 余内村の一部（大字余部上・余部下・和田・長浜）が分立して余部町が発足。
- 1919年（大正8年）11月1日 - 余部町が改称して中舞鶴町となる。
- 1938年（昭和13年）8月1日 - 新舞鶴町・倉梯村・与保呂村・志楽村と合併して東舞鶴市が発足。同日中舞鶴町廃止。

## 交通

### 鉄道路線
- 鉄道省
  - 舞鶴線（中舞鶴線、1972年廃止）
    - 中舞鶴駅

### 道路
- 丹後街道（現・国道27号）

### 港湾
- 舞鶴港（舞鶴東港）